# إيهإجيرو تاكيدا
إيهإجيرو تاكيدا (باليابانية: 武田 英二郎) (11 يوليو 1988 في كاواساكي في اليابان – )؛ هو لاعب كرة قدم ياباني سابق كان يلعب كلاعب وسط.

## وصلات خارجية
- إيهإجيرو تاكيدا على موقع رابطة كرة القدم اليابانية للمحترفين (اليابانية)
- إيهإجيرو تاكيدا على موقع قاعدة بيانات كرة القدم.إي يو (الإنجليزية)
- إيهإجيرو تاكيدا على موقع Soccerway.com (الإنجليزية)
- إيهإجيرو تاكيدا على موقع عالم كرة القدم.نت (الإنجليزية)
- إيهإجيرو تاكيدا على موقع كووورة